# Austrolimnophila subinterventa
Austrolimnophila subinterventa là một loài ruồi trong họ Limoniidae. Chúng phân bố ở miền Australasia.